# 초락초등학교
초락초등학교는 대한민국 충청남도 당진시에 있는 공립 초등학교이다.

## 학교 연혁
- 1954년 6월 6일: 삼봉국민학교 초락도분실 설치
- 1954년 7월 2일: 삼봉국민학교 초락분교장 승격
- 1959년 4월 2일: 초락국민학교 승격

## 참고 자료
- 초락초등학교 - 한국교육학술정보원 학교알리미